# 34132 Theoguerin
34132 Theoguerin este o planetă minoră (asteroid), cu un diametru de 4,617 km, din centura de asteroizi. A fost descoperită pe 24 august 2000 la Experimental Test Site⁠(d) de Lincoln Near-Earth Asteroid Research. 
Obiectul prezintă o orbită caracterizată de o semiaxă mare de 2,2410779 UAi, o excentricitate de 0,16, o înclinație de 2,99802 ° în raport cu ecliptica.